# Billao
Das Billao, auch bekannt als Belawa, ist ein somalisches Kurzschwert bzw. Dolch.

## Beschreibung
Der Billao hat eine zweischneidige, eiserne Klinge und einen trapezförmigen Knauf. Der Knauf besteht meist aus Büffelhorn. Der Dolch wird in einer Scheide aus Schafsfell an der Hüfte mit einem Gürtel getragen.
Den Billao gibt es sowohl als Dolch als auch als Kurzschwert (Abbildung zeigt das Kurzschwert). Der Dolch ist asymmetrisch und hat eine blattförmige Klinge.

## Geschichte
In Somalia wird dieser Dolch v. a. von Derwischen verwendet und zeichnete sich im Derwischen aufstand zwischen 1896 und 1920 aus. Der Billao wird auch heute noch getragen.